# Telmatobius atahualpai
Telmatobius atahualpai is een kikker uit de familie Telmatobiidae. De kikker werd lange tijd tot de familie Ceratophryidae gerekend. De soort werd voor het eerst wetenschappelijk beschreven door Wiens in 1993.
Telmatobius atahualpai is endemisch aan het Titicacameer tussen de grens van Peru, westkant van de Cordillera Blanca, en Bolivia op een hoogte van 2600 tot en met 4000 meter boven het zeeniveau. Het geschatte verspreidingsgebied van Telmatobius atahualpai zou 18.563 km2